# Лоренцо Челси
Лоренцо Челси (на италиански: Lorenzo Celsi) е 58-ият венециански дож от 1361 до 1365 г.
По време на неговото управление не се отбелязват особено значими събития във вътрешната и външна политика на Венеция. Дожът е запомнен основно с големия брой празници, които организира по всякакви поводи, с бляскавите тоалети и пищни подаръци повече подходящи за принц отколкото за дож, което настройва народа и аристокрацията враждебно. Това именно и навежда някои изследователи на подозрението, че Челси в действителност умира от отравяне. Все пак официалната причина за смъртта му на 18 юли 1365 г. остава някакво странно психическо заболяване.